# Central hidroeléctrica de Ízbor
La central hidroeléctrica de Ízbor es una central hidroeléctrica de agua fluyente situada en el municipio de Vélez de Benaudalla (Granada). Aprovecha las aguas del río Ízbor para la generación de energía eléctrica.
Es propiedad de Endesa y cuenta con 2 grupos turbogeneradores tipo Pelton con eje vertical y cuatro inyectores por grupo. Los grupos turbogeneradores tienen 6 MW cada uno, lo que se traduce en una potencia total de 12 MW y una la producción media anual es de 20,54 GWh. Cada grupo generador recibe un caudal de 2,6 m³/s con un salto de 305 m. El alternador de la central tiene 5 pares de polos y gira a 600 rpm, operando a una tensión nominal de 6,6 kV. El rodete de la turbina está fabricado en acero, de medidas 142,5 × 29,5 cm, y cuenta con un total de 22 álabes o cazoletas.